# ニッキー・カンター
ニッキー・カンター（Nicky Kantor, 1983年12月16日 - ）は、ドイツ出身の俳優である。

## 出演作品

### 映画
- アンツ・イン・ザ・パンツ!（ウィーウィー）
- 飛ぶ教室